# Sant’Antonio di Gallura
Sant’Antonio di Gallura település Olaszországban, Szardínia régióban, Olbia-Tempio megyében. Lakosainak száma 1431 fő (2023. január 1.). Sant’Antonio di Gallura Arzachena, Calangianus, Luras, Telti és Olbia községekkel határos.

## Népesség
A település lakossága az elmúlt években az alábbi módon változott:
| Lakosok száma | 1518 | 1502 | 1431 |
|               | 2017 | 2018 | 2023 |